# Johanhället
Johanhället är klippor i Finland.   De ligger i landskapet Nyland, i den södra delen av landet, 80 km öster om huvudstaden Helsingfors.
Terrängen runt Johanhället är mycket platt.  Närmaste större samhälle är Lovisa, 18,3 km norr om Johanhället. 